# Asadullah Sarwari
Asadullah Sarwari (* 1930) ist ein früherer afghanischer Politiker, der wegen Kriegsverbrechen zum Tod verurteilt wurde.
Asadullah Sarwari gehörte zum Khalq-Flügel der sozialistischen Demokratischen Volkspartei Afghanistans. Am 1. April 1979 wurde er Chef der Geheimpolizei AGSA. Im Juni 1979 wurde er Mitglied der Anti-Amin-Gruppe. Am 12. September berichtete Premierminister Hafizullah Amin auf einer Ministerrats-Konferenz, dass Sarwari und drei andere seiner Leute einen Mordanschlag gegen ihn verübten hätten. Am 14. September säuberte Amin das Kabinett, Sarwari wurde durch den Neffen von Hafizullah Amin ersetzt. Am 27. Dezember 1979, mit dem Einmarsch der Roten Armee in Afghanistan, wurde Sarwari Mitglied des Politbüros, stellvertretender Vizepräsident, stellvertretender Premierminister und Minister für Verkehr. Sarwari war von 1980 bis 1986 als Botschafter in der Mongolei tätig. Sarwaris Nachfolger als Premierminister wurde Sultan Ali Keschtmand.
Laut Amnesty International wurde Sarwari, der seit 1992 in Afghanistan in Haft sitzt, am 23. Februar 2006 wegen Kriegsverbrechen und Folter, begangen während der Herrschaft der sowjetisch unterstützten Demokratischen Republik Afghanistan (1978–1992), zum Tod verurteilt. Internationale Beobachter stufen den Prozess als mangelhaft ein, da wesentliche Rechtsnormen und Grundrechte missachtet worden sein sollen, so hatte Sarwari über weite Strecken des Prozesses keinen Rechtsbeistand.
2008 reduzierte ein Berufungsgericht seine Strafe auf 19 Jahre Haft, im Januar 2017 wurde er aus dem Gefängnis entlassen.